# اینورزو پیناسکا
اینورزو پیناسکا (به ایتالیایی: Inverso Pinasca) یک کومونه در ایتالیا است که در استان تورین واقع شده‌است.

## خصوصیات
اینورزو پیناسکا ۷٫۹ کیلومترمربع مساحت و ۷۴۳ نفر جمعیت دارد و ۵۶۰ متر بالاتر از سطح دریا واقع شده‌است.